# Concordia Basel
FC Concordia Basel  je švicarski nogometni klub iz Basela. Klub je osnovan 1. srpnja 1907. i igra u Švicarskoj Challenge League koja je druga liga Švicarske. 

## Uspjesi
Prvak Švicarske
- Pobjednik:

Kup Švicarske
- Pobjednik:

## Poznati igrači
- Hakan Yakın
- Murat Yakın

## Poveznice
- FC Concordia Basel